# Virtual Battlespace
Virtual Battlespace（略称：VBS）は、アメリカ海兵隊・アメリカ陸軍・オーストラリア国防軍や英国防省など世界各国の軍事機関で採用されているWindows用の軍事教練用シミュレータ。
FPSゲームのARMA: Cold War Assault (Operation Flashpoint: Cold War Crisis) 及びARMA: Armed Assault、ARMA2、ARMA3から派生したソフトウェア、いわゆるシリアスゲームの一種である。

## 概要
主な開発元はBohemia Interactive Australia (BIA) 及びBohemia Interactive Simulations（BISim）である。これはOperation Flashpoint: Cold War Crisis (OFP: CWC、現ARMA: Cold War Assault) を開発した事で知られるチェコのコンピュータゲーム開発会社、Bohemia Interactive Studio (BIS) の分社である。世界各国の軍事機関向けに軍事訓練シミュレーションプログラムであるVirtual Battlespace (VBS) を開発・販売しており、2002年にOFP: CWCのエンジンを元に開発されたVBS1、2007年にArmAのエンジンを元に開発されたVBS2をリリースしている。VBS2は2012年のアップデート(v2.0)にてエンジンがArmA2ベースのものに更新されている。2014年にはARMA3をベースとしたVBS3のリリースが行われた。
このようにシリーズを重ねるVBSの成功は軍事用シミュレータとゲーム技術の融合の具体例の一つである。
VBSはVirtual Battlespaceの略（VBS1の開発当初はVirtual Battlefield Systems 1と呼ばれていた）であるが、製品名としてはVBSの表記が正式なものである。VBSは民間人向けに販売されていたこともあったが、一般市場向け製品にはない軍事用シミュレータとしての要素や機能が複数追加されている為、OFPやArmAといった一般市場向け製品と比べるとずっと高価であった。イギリスでの店頭価格でOperation Flashpoint: Game of the Year Editionが9.99ポンド（約20ドル）、ARMA: Armed Assault Gold Editionが希望小売価格29.99ポンド（約60ドル）であるので対し、VBS1は150～780ドル、VBS2は1500ドルである。
訓練用シミュレータとしては、連邦、州、地方政府機関などの、統合的な戦術訓練および各種緊急対応訓練用として設計されている。ARMAシリーズ由来の広大なマップ仕様、強力かつ優れたミッションエディタ機能、各種アドオン仕様により、様々なシミュレーションシナリオを容易に追加していくことができ、更にはVBS独自のレビュー機能などにより結果の解析も行えるというのも大きな売りとされている。
元となったARMA: Cold War Assault (Operation Flashpoint: Cold War Crisis)、
ARMA: Armed Assaultと比べると基礎仕様にも変化があり、UIの改善や、状況識別に役立つ類の演出の追加に加え、AIの挙動、プレイヤーキャラの性能などがよりリアルに設定されている。

## 効果
シミュレータは本物の訓練を完全に代替できないものの、それでも有用である。すでに軍隊でも航空機操縦など様々な分野でシミュレータを使った訓練がおこなわれている。諸費用を省け、事故を回避できるシミュレータの需要は高く今後発展して行く分野と言えるだろう。また実際に撃ったり撃たれたりをする体験は難しい。しかしながら、昨今のゲームにみられるあまりにリアルすぎる映像による訓練はかえって被訓練者の認識を阻害するなどの点も指摘されておりバランスが肝要とされる。VBS2においてはモデルのクオリティなどを同社のArmA2などと比べて落とすことにより容量の削減、動作の軽量化などとともにこの点に対応している。

## VBS2 Lite
VBS2 Liteとは、幾つかのマップやユニット、シミュレーションシナリオの収録されたVBS2の機能制限版であり、各々オンラインの半公式コミュニティなどから無料でダウンロード、使用ができるソフトウェアとなっている。英国軍のリクルート用などとしても配布されていた、英国陸軍仕様のVBS2 JCOVE Lite、米国陸軍仕様でマップにアフガニスタンが追加されたVBS2 USArmy Liteが存在している。機能制限としてはネットワークプレイがLANに制限されていたり訓練仕様としての重要機能であるレビュー機能などが使用不可となっている部分である。しかしながら、別の重要機能であるミッションエディタについては全機能用いることができ、ユーザーはこれによりシミュレーションシナリオを制作していくことができる。